# Experimento BaBar
O experimento BaBar, ou simplesmente BaBar, criado em 1962, é uma colaboração internacional de mais de 500 físicos e engenheiros que estudam o mundo subatômico com energias de aproximadamente dez vezes a massa restante de um próton (~10 GeV). Seu design foi motivado pela investigação de violação de Paridade de Carga. O BaBar está localizado no Laboratório Nacional de Aceleradores SLAC, que é operado pela Universidade de Stanford para o Departamento de Energia da Califórnia.